# Paul do Mar
Paul do Mar is een plaats (freguesia) in de Portugese gemeente Calheta en telt 871 inwoners (2011). De plaats ligt aan de zuidwestelijke kust van het eiland Madeira.
Het plaatsje ligt op een kleine smalle laagvlakte aan de kust, volledig omgeven door de steile en hoge heuvelflanken van het Madeirs gebergte. De toegang wordt enkel verzekerd door een enkele weg, de ER223, naar de aangrenzende freguesia Fajã da Ovelha met haarspeldbochten en meerdere tunnels. In het oosten van het dorp sluit de ER223 aan op een in 2001 geopende tunnelmond van de 2,5 km lange tunnel met tweebaansweg naar de meer oostelijke freguesia Jardim do Mar. Deze baan is onderdeel van de VE7, een nieuwe wegeninfrastructuur die het verkeer op het eiland moet verbeteren. De tunnel loopt door de heuvelflank achter het dorp Jardim do Mar.
Waar de meeste freguesias van Calheta een strook grondgebied hebben van aan de kust tot in het centrale vulkanisch gebergte van het eiland, is het 1,4 km² grote grondgebied van Paul do Mar beperkt tot de kuststrook zelf.  De heuvels en hogergelegen gebieden maken deel uit van de aangrenzende freguesia Fajã da Ovelha.
De bevolking van het kustplaatsje steeg in de 19e en 20e eeuw tot meer dan 1.800 inwoners rond 1940 maar daalde sindsdien stelselmatig tot 871 bij de census van 2011. In dat jaar was ook 16% van de bevolking ouder dan 65.

## Galerij

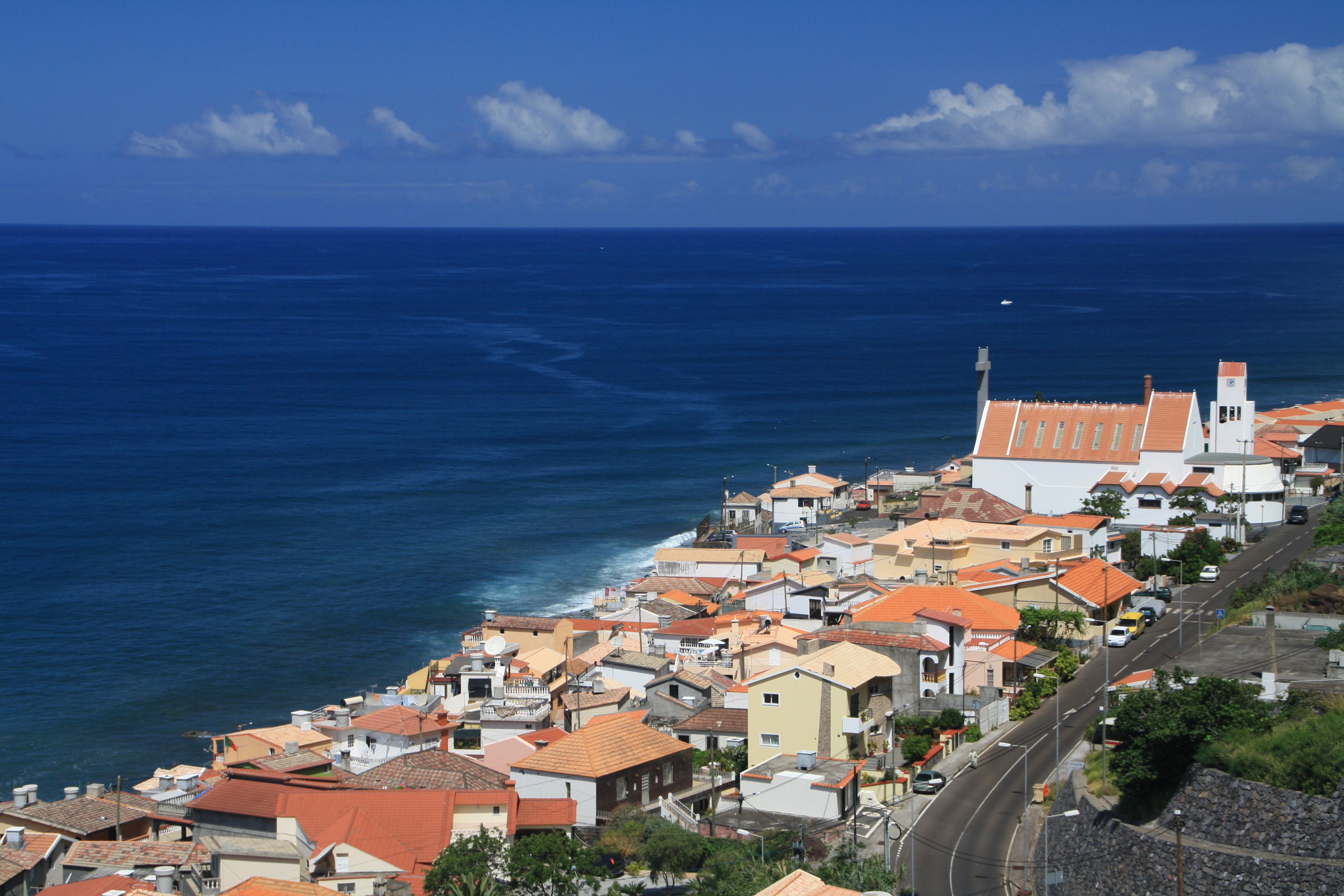
Dorpscentrum met kerk
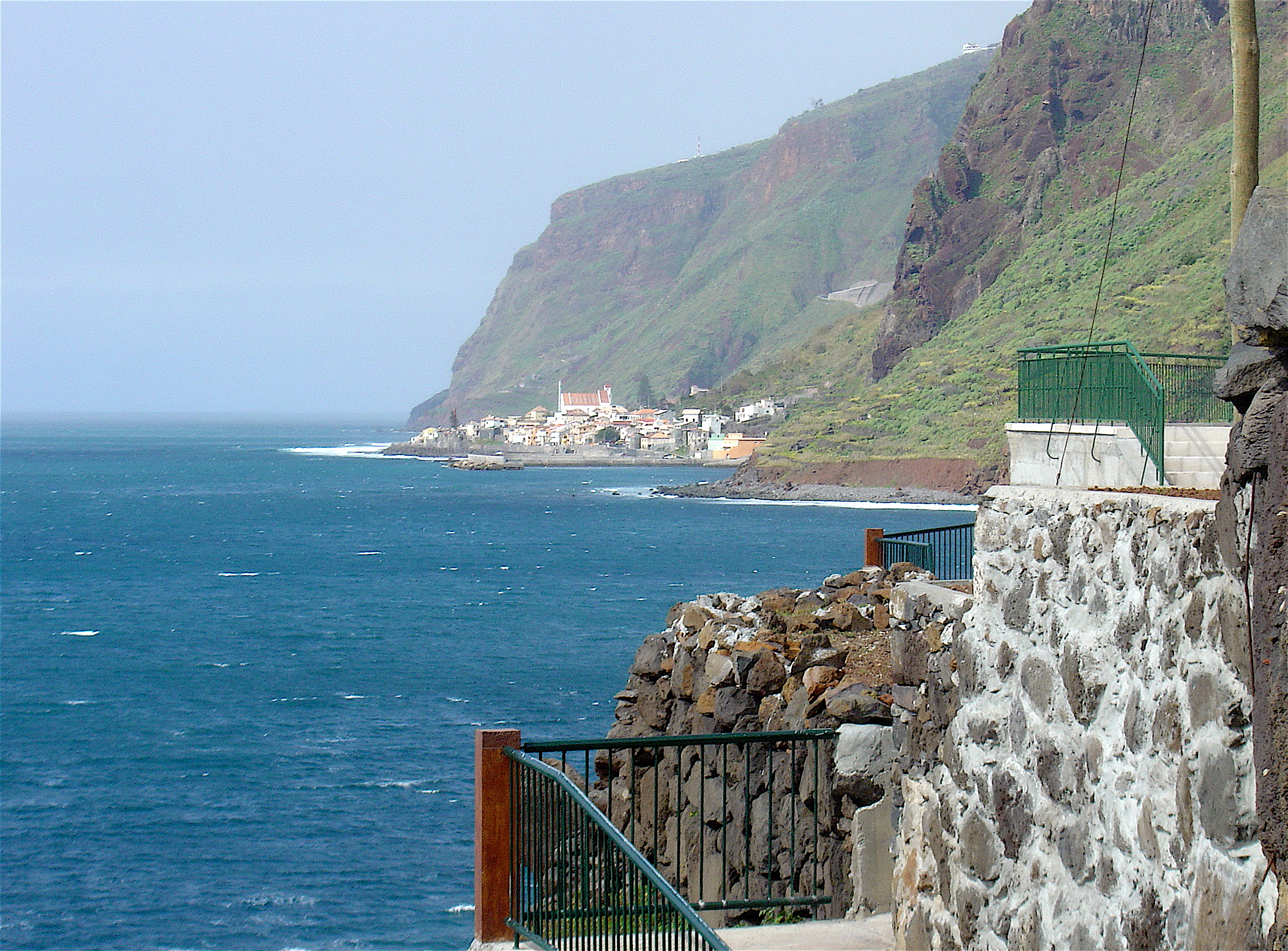
Zicht op Paul do Mar vanuit de aangrenzende freguesia Jardim do Mar
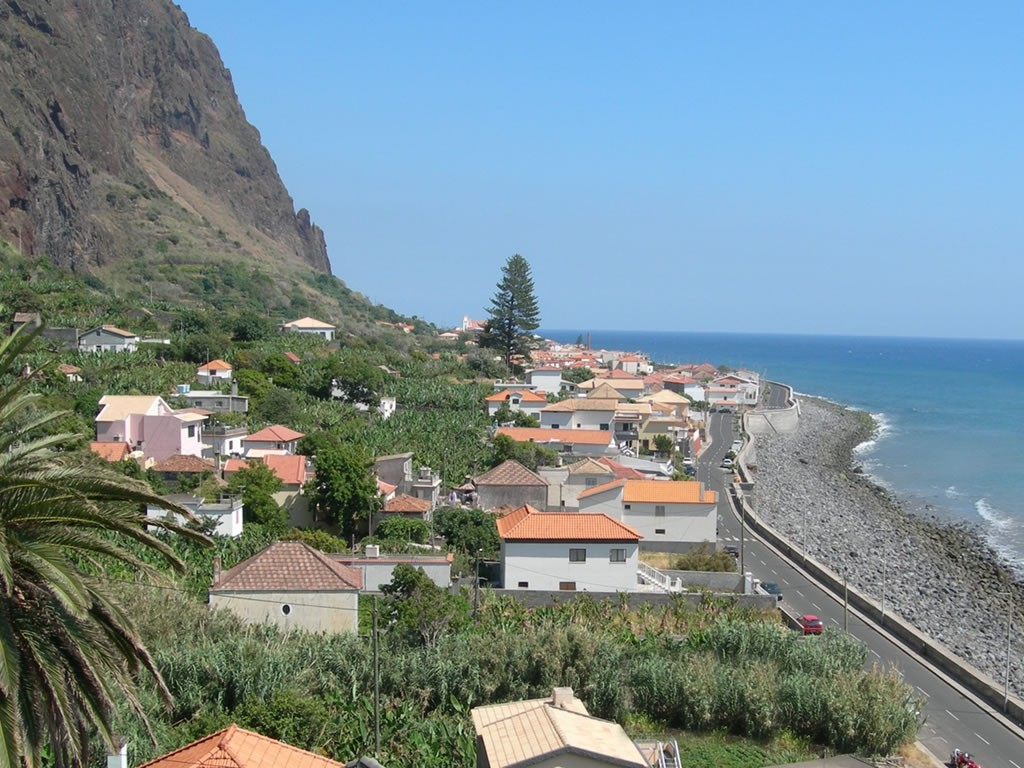
De wijk Ribeira das Galinhas in het westen van Paul do Mar